# Saga (imperador)
Imperador Saga (嵯峨天皇, Saga-tennō, 3 de outubro de 786 - 24 de agosto de 842) foi o 52º Imperador do Japão, na lista tradicional de sucessão.
Reinou de 809 a 823.

## Genealogia
Antes da sua ascensão ao trono, seu nome era Kamino.
Segundo filho do Imperador Kammu, e irmão mais novo do Imperador Heizei, seu predecessor.

## Vida
Saga era um admirador da cultura chinesa, e de acordo com a lenda foi o primeiro imperador japonês a beber chá. Ele era um renomado caligrafista. Saga sucedeu seu irmão Heizei após este adoecer, e logo depois de assumir o trono Saga também adoeceu. Isto deu uma oportunidade a Heizei de fomentar uma rebelião, gerando uma guerra civil sangrenta. Forças leais ao Imperador Saga rapidamente derrotaram os insurgentes de Heizei o que assim limitou as consequências de um conflito mais amplo.
Saga foi um suporte para o monge e poeta budista Kukai, ajudando-lhe para estabelecer a escola budista de Shingon concedendo-lhe o templo de Toji na província de Quioto.
Promotor da literatura, ordenou a compilação de três antologias de kanshi, poemas de influência da poesia chinesa, nos quais ele próprio foi versado. Estas foram as primeiras das antologias imperiais, uma tradição que continuou até o Período Muromachi.

## Daijō-kan
- Udaijin, Fujiwara no Uchimaro　(藤原内麿), 806–812.[3]
- Udaijin, Fujiwara no Sonondo　(藤原園人),　813–818.[3]
- Udaijin, Fujiwara no Fuyutsugu　(藤原冬嗣),　821–825.[3]
- Udaijin, Tachibana no Ujikimi.[4]